# Szarytki

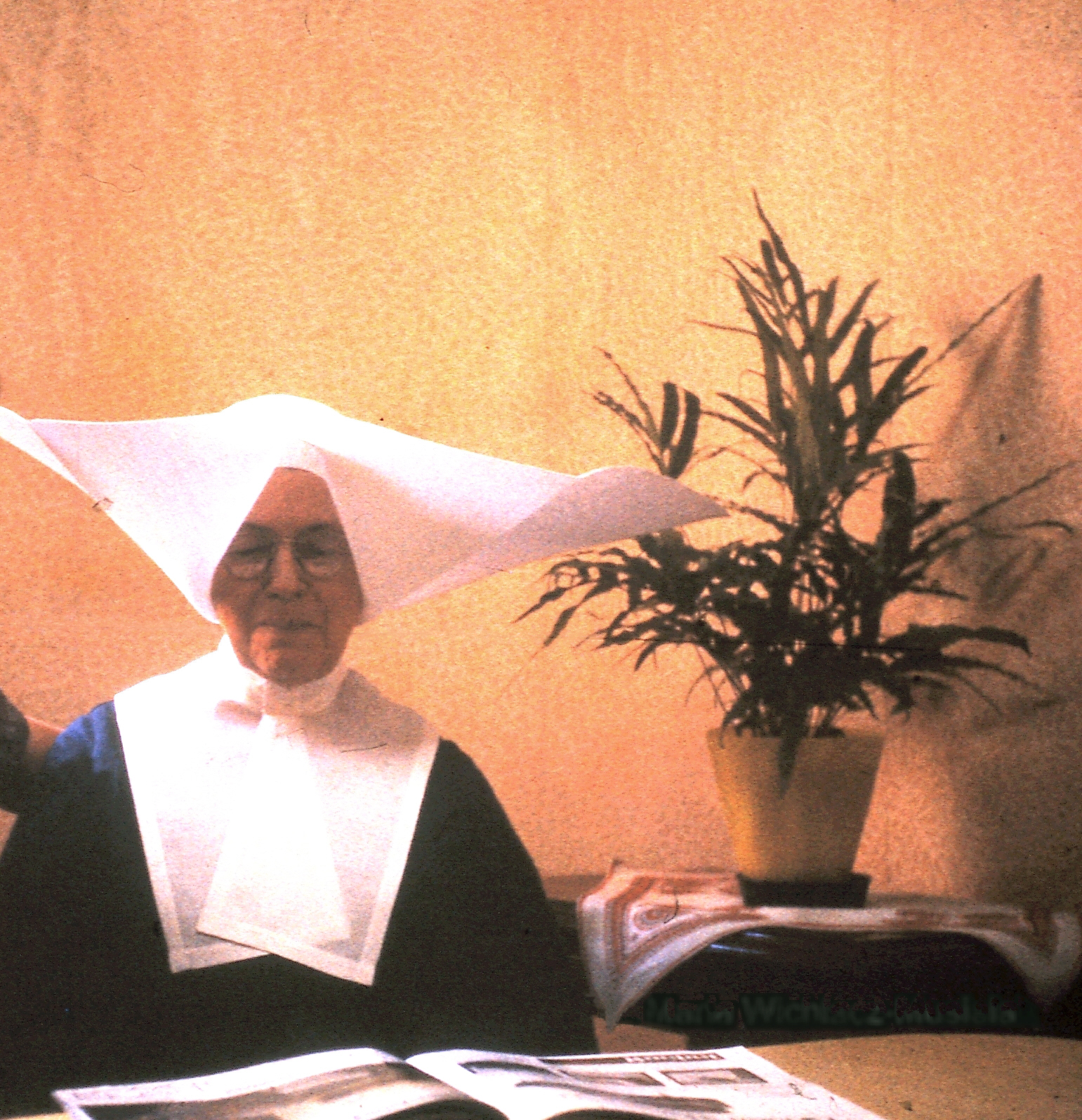
Siostra Gabriela Batke w habicie z charakterystycznym czepcem (kornetem) noszonym przez siostry do 1964

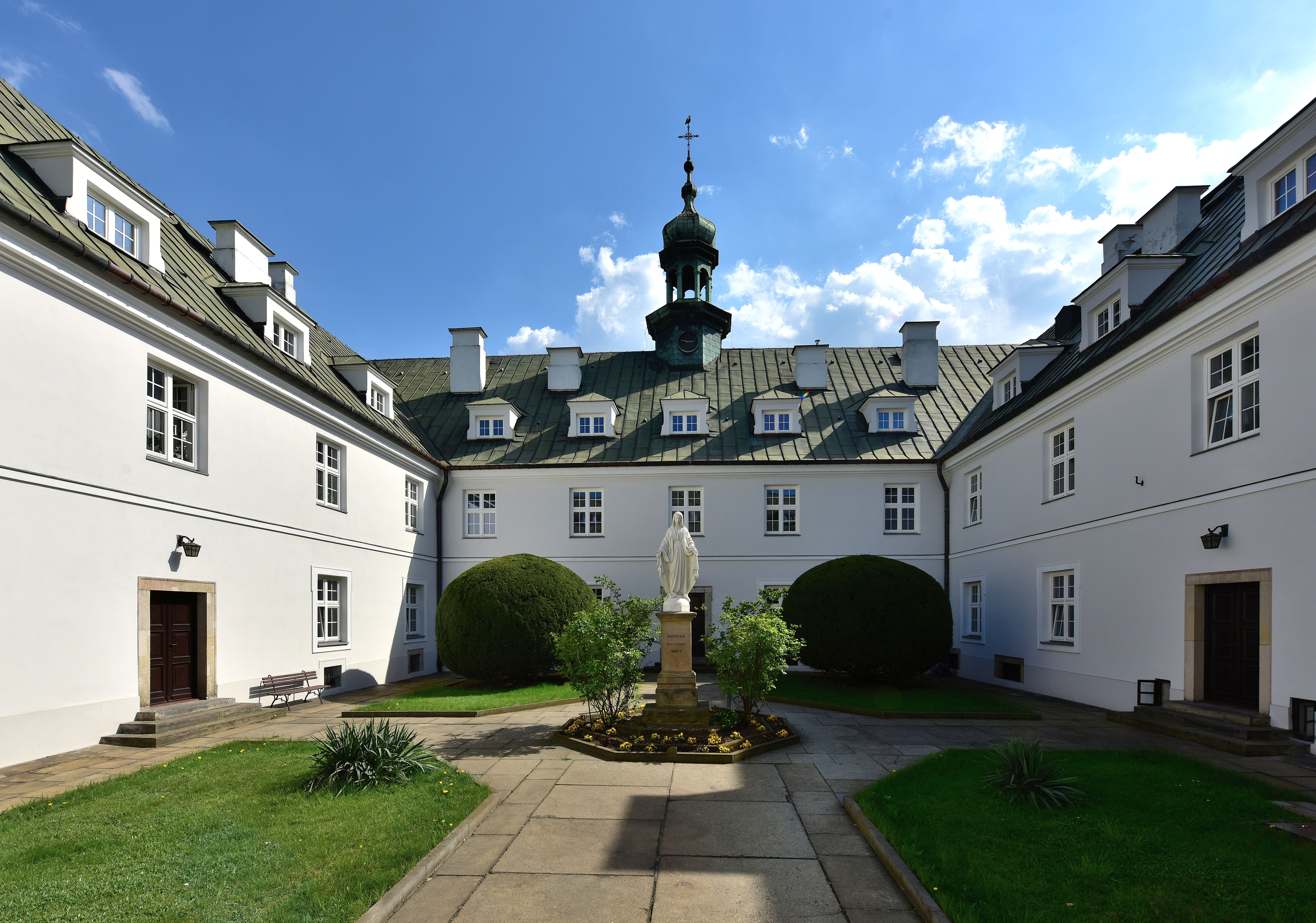
Zakład Sióstr Miłosierdzia św. Wincentego à Paulo przy ul. Tamka 35 w Warszawie

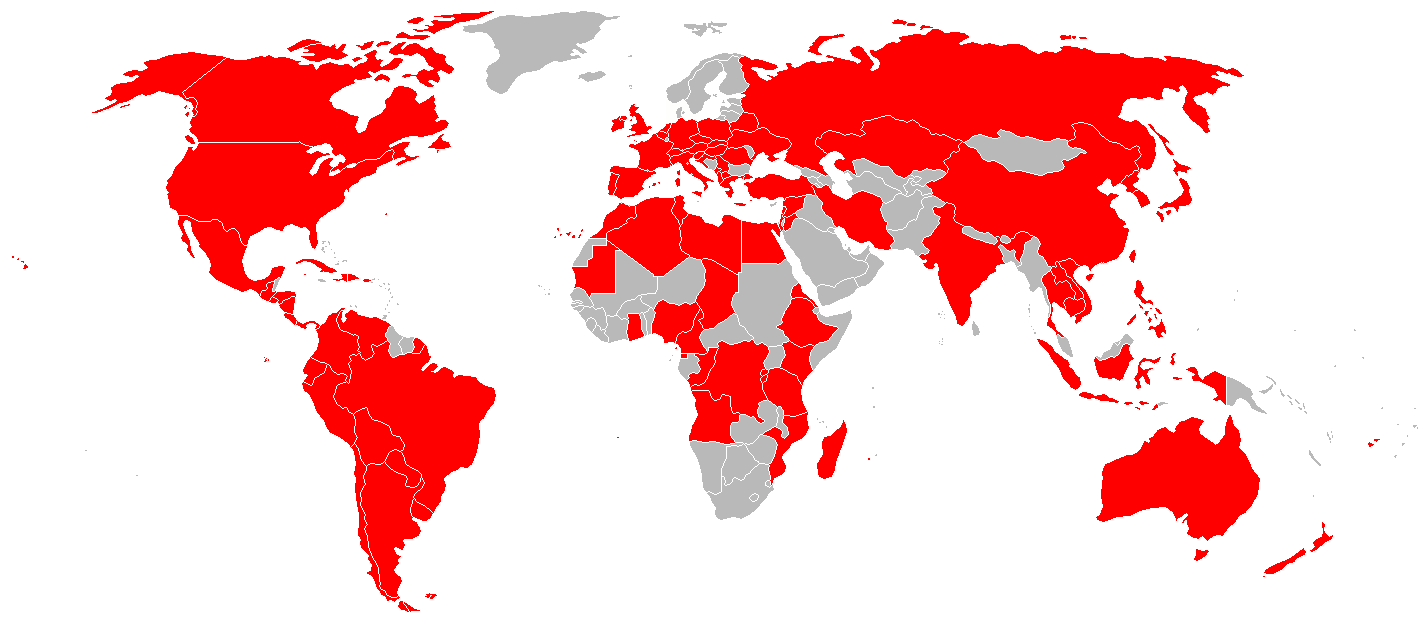
Szarytki na świecie

Szarytki (od fr. charité ‘miłosierdzie’, także wincentynki, siostry miłosierdzia), oficjalnie Zgromadzenie Sióstr Miłosierdzia św. Wincentego à Paulo – żeńskie, katolickie stowarzyszenie życia apostolskiego założone przez Wincentego à Paulo i Ludwikę de Marillac, najliczniejsze na świecie (18 832 siostry w 96 krajach świata, na pięciu kontynentach) i trzecie co do wielkości w Polsce.
Celem zgromadzenia jest pomaganie chorym i słabym m.in. przez prowadzenie szpitali, pielęgnowanie chorych w ich domach oraz działalność charytatywną.

## Historia
- 29 listopada 1633 – powstanie zgromadzenia we Francji, zatwierdzone przez papieża w 1668
- 1652 –  św. Wincenty à Paulo wysyła szarytki do Warszawy na prośbę żony polskiego króla Jana Kazimierza, Ludwiki Marii Gonzagi
- 1659 – założenie pierwszego domu sióstr w Warszawie (przy ul. Tamka 35)
- 1712 – utworzenie Prowincji Polskiej Sióstr Miłosierdzia z Domem Centralnym w Warszawie
- 1789–1799 – w czasie rewolucji francuskiej zakazano działalności zgromadzenia, a wiele sióstr, będących dziś męczennicami skazano na śmierć, sześć spośród nich zostało beatyfikowanych (w okresie napoleońskim zezwolono zgromadzeniu na kontynuowanie działalności)
- Czasy zaborów – podział Prowincji Polskiej zgodnie z granicami zaborów
- 1796–1842 – funkcjonuje Prowincja Litewska
- 1799 – utworzenie Prowincji Galicyjskiej
- 1850 – utworzenie Prowincji Poznańskiej
- 1859 – przeniesienie Domu Centralnego Prowincji Galicyjskiej ze Lwowa (ostatnią przełożoną tej prowincji w latach 1846–1859 była s. Łucja Borowska † 1864 we Lwowie, tłumaczka dzieł o objawieniach) do Krakowa (stąd późniejsza, używana do dziś nazwa Prowincja Krakowska)
- 1863 – utworzenie głównej siedziby Zarządu Prowincji Poznańskiej w Chełmnie (stąd późniejsza nazwa Prowincja Chełmińska, obecnie Chełmińsko-Poznańska); pomoc rannym w powstaniu styczniowym
- 1869–1871 – budowa Kościoła Najświętszego Serca Pana Jezusa i klasztoru szarytek w Krakowie.
- 1870 – uniknięcie kasaty mimo udzielania pomocy rannym powstańcom styczniowym (wydanie carskiego ukazu z 7 sierpnia, zatwierdzającego Zgromadzenie)[5]
- 1877–1878 – opieka polskich szarytek nad chorymi i rannymi w wojnie rosyjsko-tureckiej, przewożonymi pociągiem sanitarnym z Jassów do szpitali w Moskwie, Charkowie, Warszawie, Kownie, Berdyczowie, Kijowie i in.[5]
- 1883 - Barbara Samulowska imię zakonne Stanisława, rozpoczęła postulat u szarytek w Chełmnie, jedna z wizjonerek, świadek objawienia z 1877 Matki Bożej w Gietrzwałdzie.
- 27 sierpnia 1948 – aresztowanie s. Izabeli Zofii Łuszczkiewicz przez Urząd Bezpieczeństwa za udzielanie pomocy podziemiu niepodległościowemu[6]
- 24 maja 2008 – beatyfikacja s. Marty Wieckiej we Lwowie
- 2017 – siostry szarytki z Polski zakładają placówkę w Smotryczu k. Kamieńca Podolskiego, a w 2020 w Mariupolu. Po agresji Rosji w 2022 prowadzą wszechstronną pomoc dla uchodźców[7].

## Objawienia
- 27 listopada 1830 – nowicjuszce siostrze Katarzynie Labouré Maryja powierza misję wybicia Cudownego Medalika ze swym wizerunkiem i napisem: O Maryjo bez grzechu poczęta, módl się za nami, którzy się do Ciebie uciekamy
- 1846 – Jezus Chrystus ukazuje się siostrze Apolonii Andriveau i przekazuje jej Szkaplerz Męki Pańskiej (objawienie zatwierdzone przez Piusa IX w 1847)
- Chrystus objawia się siostrze Justynie Bisqueyburu i przekazuje jej Szkaplerz Niepokalanego Serca Najświętszej Maryi Panny (objawienie zatwierdzone przez Piusa IX w 1863)

## Zgromadzenie szarytek w Polsce
- Prowincja Chełmińsko-Poznańska
- Prowincja Krakowska
- Prowincja Warszawska

W 2012 siostry szarytki w Polsce świętowały 300 lat polskiej prowincji. Z tej okazji powstał pełnometrażowy film fabularny Droga, opowiadający o pracy sióstr w Polsce.